# علی‌اصغر عزتی‌پاک
علی‌اصغر عزتی‌پاک (متولد ۱۳۵۳شمسی در همدان)، نویسنده و داستان‌نویس ایرانی است؛ رمان‌ها و مجموعه‌داستان‌های او نامزد یا برنده جایزه‌های ادبی مختلفی بوده‌است.

## زندگی
عزتی‌پاک در سال ۱۳۵۳ در همدان به دنیا آمد. کار ادبی را با نگارش داستان در مجلات آغاز کرد؛ در سال ۱۳۸۴، نخستین کتاب خود را با عنوان می‌مانم پشت در در انتشارات هزاره ققنوس منتشر کرد.

### رمان
- باغ‌های همیشه بهار، انتشارات سوره مهر (۱۳۹۶)
- آواز بلند، انتشارات شهرستان ادب (۱۳۹۰)
- باغ کیانوش، انتشارات کانون پرورش فکری کودکان و نوجوانان ایران (۱۳۸۹)
- زود برمی‌گردیم، انتشارات کانون پرورش فکری کودکان و نوجوانان ایران (۱۳۸۶)

- تشریف، انتشارات شهرستان ادب (۱۳۹۹)

### مجموعه داستان
- می‌مانم پشت در، انتشارات هزاره ققنوس (۱۳۸۴)
- موج فرشته، انتشارات شهرستان ادب

### داستان کوتاه
- می‌مانم پشت در،[۲] ماهنامه عصر پنجشنبه، شماره ۶۹، آبان ۱۳۸۲، صفحهٔ ۲۰
- بر فراز تپه،[۳] ماهنامه نافه، شماره ۳۴، بهمن و اسفند ۱۳۸۱، صفحهٔ ۱۸
- ماهی در کاسه آش،[۳] ماهنامه نافه، شماره ۴۱، مرداد - مهر ۱۳۸۲، صفحهٔ ۱۴
- چشمهای آبی، مجله ادبیات داستانی، دی و بهمن و اسفند ۱۳۸۰، شماره ۵۸، صفحهٔ ۳۲

## جوایز
- کتاب سال حوزه هنری ۱۳۸۵ شمسی بابت مجموعه داستان می‌مانم پشت در[۴]
- دیپلم افتخار  دو سالانه ادبیات کودک و نوجوان ایران (کانون پرورش فکری) برای زود برمی‌گردیم [۵]
- جایزه کتاب سال سلام بابت زود برمی‌گردیم[۶]
- رتبه سوم کتاب سال دفاع مقدس ۱۳۹۰ برای باغ کیانوش[۷]
- نامزد کتاب سال دفاع مقدس بابت آواز بلند[۸]
- نامزد بهترین مجموعه داستان مهرگان ادب می‌مانم پشت در[۹]
- نامزد رمان نوجوان پانزدهمین جشنواره کودک و نوجوان بابت باغ کیانوش [۱۰]
- ‌ جایزه ادبی حبیب غنی‌پور [۱۱]